# Bandiera della Nigeria
La bandiera della Nigeria venne disegnata nel 1959 e issata ufficialmente per la prima volta il 1º ottobre 1960.
Si tratta di una semplice bandiera composta da tre bande verticali di uguali dimensioni, bianca quella centrale e verdi le due laterali. Le due strisce verdi rappresentano le foreste e l'abbondanza di agricoltura del paese, mentre il bianco centrale simboleggia la pace.
La bandiera si basa sul disegno di uno studente di Ibadan, Michael Taiwo Akinkunmi, vincitore del concorso indetto dal governo coloniale nel 1959, un anno prima dell'indipendenza. I giudici, in seguito, rimossero dalla banda centrale il simbolo del sole rosso inserito nel disegno originale.

## Bandiere storiche

Bandiera della Compagnia Reale del Niger (1881-1888)
Bandiera della Compagnia Reale del Niger (1888-1889)
Bandiera della Colonia di Lagos, parte dell'Africa Occidentale Britannica (1886-1906)
Bandiera del Protettorato degli Oil Rivers (1884-1893)
Bandiera del Protettorato della Costa del Niger (1893-1900)
Bandiera del Protettorato della Nigeria settentrionale (1900-1914)
Bandiera del Protettorato della Nigeria meridionale (1900-1914)
Bandiera della Nigeria britannica (1914-1952)
Bandiera della Nigeria britannica (1952-1960)
Riproduzione del disegno originale di Michael Taiwo Akinkunmi (1959)

## Bandiere degli stati federati

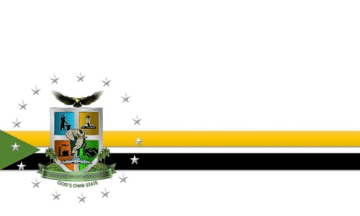
Abia
Adamawa
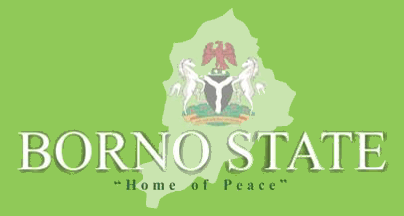
Borno
Cross River
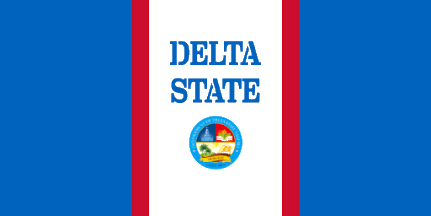
Delta
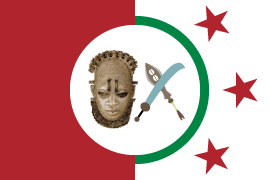
Edo
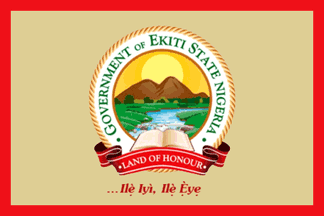
Ekiti
Enugu
Gombe
Jigawa
Kaduna
Kogi
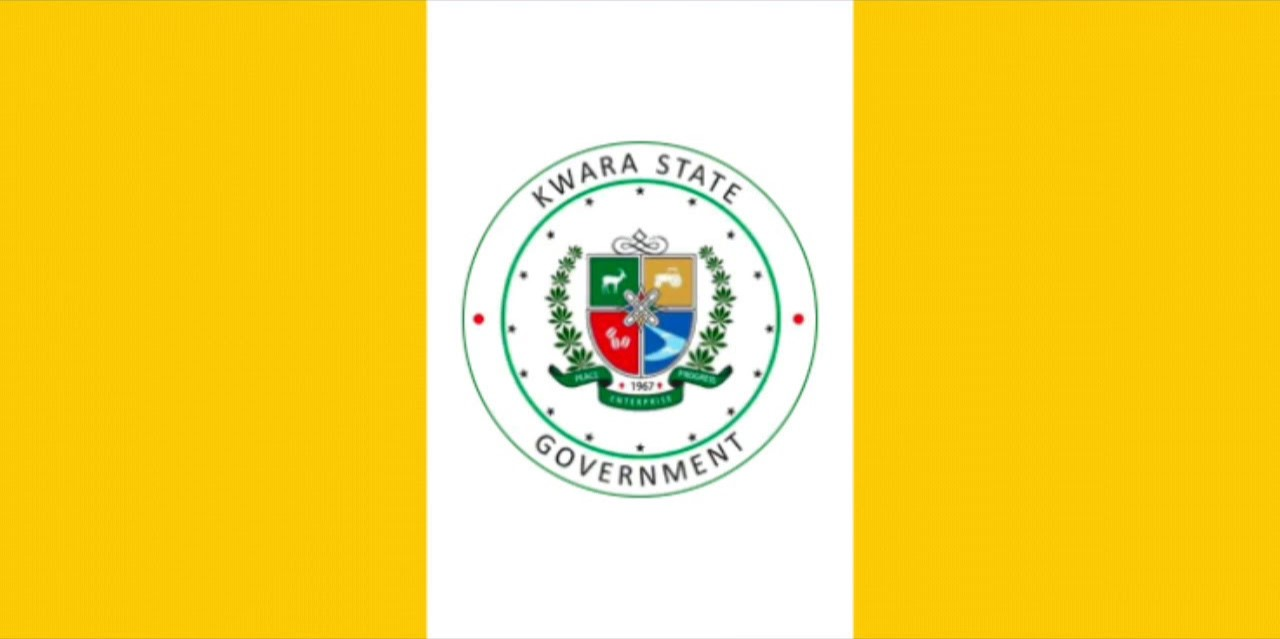
Kwara
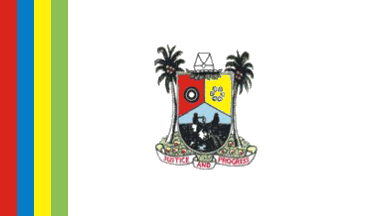
Lagos
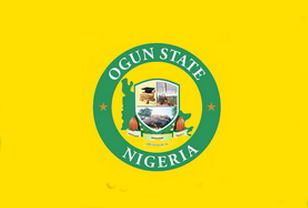
Ogun
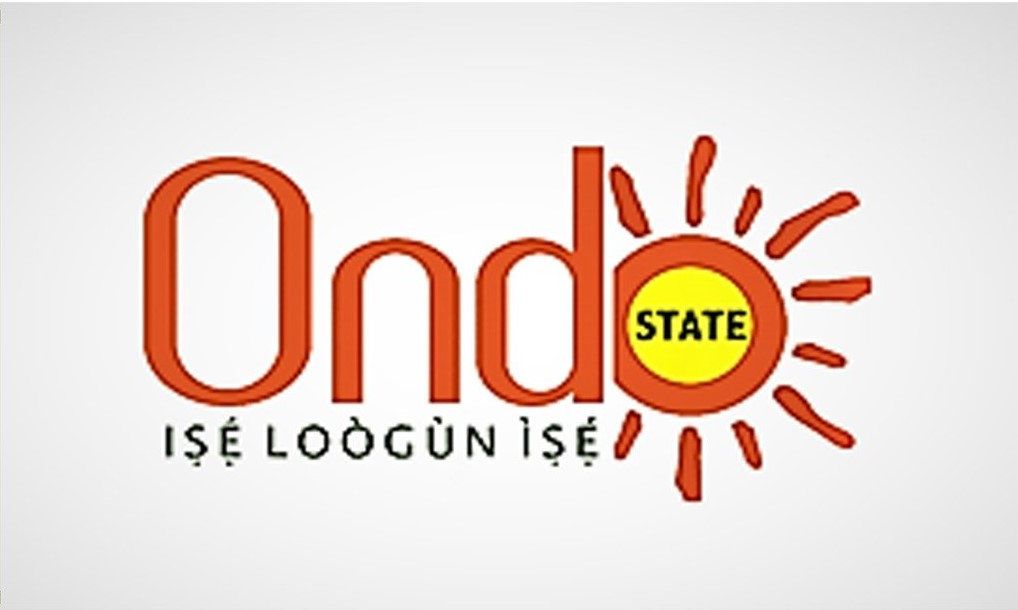
Ondo
Oyo
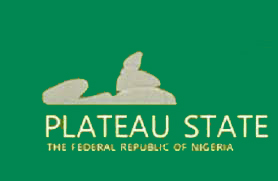
Plateau
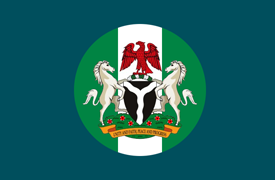
Yobe
Zamfara